# Christine Schuberth
Christine Schuberth (manchmal auch Christine Schubert; * 11. Februar 1944 in Wien) ist eine österreichische Schauspielerin.

## Leben
Die gelernte Schneiderin begann ihre Schauspielerkarriere an der Löwinger-Bühne und war ab 1965 in Kinofilmen zu sehen, die sie immer mehr auf den Typ einer Sexfilmdarstellerin festlegten. Besonderen Erfolg hatte sie dabei 1970 in der Titelrolle eines Zweiteilers über das Leben der Wiener Prostituierten Josefine Mutzenbacher.
Als Theaterschauspielerin und durch vermehrte Fernsehauftritte, u. a. in der deutschen Fernsehserie Klimbim (1975), konnte sie sich allmählich von dem an ihr haftenden Klischee lösen und ernsthaftere Rollen spielen.
Ab den 1990er Jahren gehörte sie zum Stammpersonal mehrerer Fernsehserien. In Ein Schloß am Wörthersee (1990–1993, RTL) spielte sie an der Seite von Roy Black und Uschi Glas. In der österreichischen Gemeindebau-Serie Kaisermühlen Blues (1997–2000, ORF) verkörperte sie in 22 Folgen eine Wirtin. Ihre wohl bekannteste Rolle hatte sie in der Serie Hinter Gittern – Der Frauenknast (1997–2007, RTL), wo sie in 403 Episoden die Insassin Jeannette Bergdorfer mimte.
Danach beendete sie ihre Karriere. 2013 stand sie gemeinsam mit ihrem Schauspielerkollegen Helmut Berger Modell für den Katalog des Trachtenlabels „Tu Felix Austria“.

## Filmografie (Auswahl)
- 1965: Das Liebeskarussell
- 1965: Scharfe Schüsse auf Jamaika (A 001: operazione Giamaica)
- 1967: Heißes Pflaster Köln
- 1967: Der nächste Herr, dieselbe Dame
- 1968: Sünde mit Rabatt
- 1968: Zieh dich aus, Puppe
- 1969: Alle Kätzchen naschen gern
- 1969: Pudelnackt in Oberbayern
- 1969: Reisedienst Schwalbe (Fernsehserie)
- 1969: Die tolldreisten Geschichten – nach Honoré de Balzac
- 1970: Abarten der körperlichen Liebe
- 1970: Baal
- 1970: Das Glöcklein unterm Himmelbett
- 1970: Josefine Mutzenbacher
- 1971: Das haut den stärksten Zwilling um
- 1971: Josefine Mutzenbacher II – Meine 365 Liebhaber
- 1971: Käpt’n Rauhbein aus St. Pauli
- 1971: König, Dame, Bube
- 1971: Mädchen beim Frauenarzt
- 1971: Die Pfarrhauskomödie
- 1971: Sie liebten sich einen Sommer
- 1971: Sonne, Sylt und kesse Krabben
- 1972: Auch fummeln will gelernt sein
- 1972: Kinderarzt Dr. Fröhlich
- 1972: Liebesspiele junger Mädchen
- 1973: Graf Luckner (Les Aventures du capitaine Lückner)
- 1974: Haben Sie Interesse an der Sache? (Vous intéressez-vous à la chose)
- 1974: Münchner Geschichten
- 1975: Der Kommissar: Der Tod des Apothekers
- 1975: So oder so ist das Leben
- 1975/78: Lady Dracula
- 1976: Alle Jahre wieder – Die Familie Semmeling
- 1976: Derrick: Das Superding
- 1976: Ein Herz und eine Seele: Massage
- 1976: Vier gegen die Bank
- 1983: Sunshine Reggae auf Ibiza
- 1986: Geld oder Leber!
- 1986: Kir Royal: Muttertag
- 1988: Starke Zeiten
- 1989: Roda Roda (Folge 12)
- 1990: Wenn das die Nachbarn wüßten
- 1992: Immer Ärger mit Nicole
- 1992–1999: Kaisermühlen Blues (ständige Nebenrolle)
- 1990–1993: Ein Schloß am Wörthersee
- 1993: Der blaue Diamant
- 1994: Kommissar Rex: Blutspuren
- 1994: Im Namen des Gesetzes: Blattschuß
- 1996: Klinik unter Palmen
- 1996: Dr. Stefan Frank – Der Arzt, dem die Frauen vertrauen – Ein fataler Irrtum
- 1997–2007: Hinter Gittern – Der Frauenknast
- 1998: Medicopter 117 – Jedes Leben zählt: Die Geiselnahme
- 2001: Ene mene muh – und tot bist du
- 2007: Der Bulle von Tölz (Gastauftritt)